# Zdechovice (Pardubicei járás)
Zdechovice település Csehországban, a Pardubicei járásban. Zdechovice Morašice, Trnávka, Přelouč, Řečany nad Labem, Chvaletice, Jankovice és Horušice településekkel határos. Lakosainak száma 690 fő (2024. január 1.).

## Népesség
A település lakosságának változását az alábbi diagram mutatja:
| Lakosok száma | 994  | 1005 | 877  | 647  | 565  | 620  | 614  | 626  | 638  | 690  |
|               | 1869 | 1890 | 1921 | 1950 | 1980 | 2001 | 2017 | 2019 | 2022 | 2024 |